# 5月8日 (旧暦)
旧暦5月8日は、旧暦5月の8日目である。六曜は赤口である。

## できごと
- 正慶2年/元弘3年（ユリウス暦1333年6月20日） - 新田義貞が上野国で北条氏討伐の旗揚げ[要出典]
- 天正15年（グレゴリオ暦1587年6月13日） - 島津義久が降伏し豊臣秀吉が九州を平定
- 元和元年（グレゴリオ暦1615年6月4日） - 豊臣秀頼と淀殿が自刃し大坂夏の陣が終結。豊臣氏が滅亡

## 誕生日
- （ユリウス暦862年6月8日） - 僖宗、唐の18代皇帝（+ 888年）
- 元文2年（グレゴリオ暦1737年6月6日） - 加藤泰宦、第5代新谷藩主（+ 1771年）

## 忌日
- 承和7年（ユリウス暦840年6月11日） - 淳和天皇、53代天皇（* 786年）
- 長徳元年（ユリウス暦995年6月8日） - 藤原道兼、関白（* 961年）
- 元和元年（グレゴリオ暦1615年6月4日） - 豊臣秀頼、豊臣秀吉の子（* 1593年）
- 元和元年（グレゴリオ暦1615年6月4日） - 淀殿、豊臣秀吉の側室・豊臣秀頼の母（* 1567年）
- （グレゴリオ暦1662年6月23日） - 鄭成功（国姓爺）、明王朝復興運動の中心人物（* 1624年）
- 延宝8年（グレゴリオ暦1680年6月4日） - 徳川家綱、江戸幕府4代将軍（* 1641年）